# گل‌میمونی (فیلم)
«گل‌میمونی» (انگلیسی: Snapdragon (film)) یک فیلم است که در سال ۱۹۹۳ منتشر شد. از بازیگران آن می‌توان به استیون باوئر، چلسی فیلد، و پاملا اندرسون اشاره کرد.